# 藤原陳忠
藤原 陳忠（ふじわら の のぶただ）は、平安時代中期の貴族。藤原南家巨勢麻呂流、大納言・藤原元方の子。官位は正五位下・信濃守。

## 経歴
文章生を経て、弁官・検非違使・信濃守等を務めた。天元5年（982年）に信濃守在任であったことから、後述の『今昔物語集』の逸話はこの頃より少し後のことと考えられる。

## 今昔物語集の逸話
今昔物語集 巻28
「信濃守藤原陳忠落入御坂語 第三十八」
信濃守の任期を終え京へ帰還する陳忠は、信濃・美濃国境の神坂峠を過ぎるとき、乗っている馬が橋を踏み外し、馬ごと深い谷へ転落した。随行者たちが谷を見下ろすと、とても生存しているようには思われなかった。しかし、谷底から陳忠の「かごに縄をつけて降ろせ」との声が聞こえ、かごを降ろし、引き上げてみるとかごには陳忠ではなくヒラタケが満載されていた。再度かごを降ろし、引き上げると今度こそ陳忠がかごに乗っていたが、片手に一杯のヒラタケを掴んでいる。随行者たちが安心し、かつ呆れていると、陳忠は「転落途中に木に引っかかってみれば、すぐそばにヒラタケがたくさん生えているではないか。宝の山に入って手ぶらで出てくるのは悔やみきれない。『受領は倒るるところに土をもつかめ』と言うではないか。」と言い放った。
陳忠の名は、『今昔物語集』巻28「信濃守藤原陳忠落入御坂語 第三十八」の逸話で広く知られている。（右記参照）
この逸話は、受領の貪欲さをよく表すものとされ、また同時に、この逸話によって、陳忠は貪欲な受領の典型例として認識されることとなった。神坂峠に近い長野県阿智村園原には、『今昔物語集』の逸話に基づく「藤原陳忠碑」が建立されている。

## 官歴
- 康保元年（964年）頃：見左衛門権佐[3]
- 康保4年（967年） 12月1日：見前和泉守[4]
- 安和元年（968年） 日付不詳：見左少弁[5]
- 天元5年（982年） 3月11日：見信濃守[6]
- 長保5年（1003年） 11月15日：見故信濃守[7]

## 系譜
- 父：藤原元方
- 母：橘良殖の女
- 妻：藤原近子[2]
- 生母不詳の子女
  - 女子：相模守清重室[7]